# Arahan Lor
Arahan Lor is een bestuurslaag in het regentschap Indramayu van de provincie West-Java, Indonesië. Arahan Lor telt 4874 inwoners (volkstelling 2010).